# 샵인샵
샵인샵(shop in shop)이란 ‘매장 안의 매장’이라는 뜻으로 두 가지 이상의 아이템이 함께 한 가지 매장 안에서 운영을 해나가는 방식을 말한다. 크게 하나의 기존 상점에 타인이 임차하여 샵인샵을 하는 경우와 한 사업자가 샵인샵으로 두개의 사업을 하는 경우로 나뉜다. 줄여서 인 숍(in shop)이라 부르기도 한다. 대한민국 이외의 국가에서는 백화점 등 대규모적인 소매업의 점포안에 오리지널 스토어 브랜드를 가진 다른 유명 체인점 등이 입점하는 경우가 많다.
샵인샵을 선택할 경우 중요하게 고려해야 할 점은 기존 사업과의 충돌성이다. 기존 사업에 방해가 되는 경우, 샵인샵은 사업에서 실패할 가능성이 크다. 국내에서는 미용실 내 네일샵의 형태가 대표적인 샵인샵의 형태이며 짐을 보관해주는 보관소(Bagthin) 등이 샵인샵의 대표적인 예이다.